# Руђер I Сицилијански
Руђер I Сицилијански (око 1031—1101) је био први гроф Сицилије. Владао је од 1071. године до своје смрти.

## Долазак на власт
Руђер је био најмлађи од 12 синова Танкреда од Отвила. Рођен је око 1031. године у француском граду Отвил ла Гишару. Мајка му је била Фредисенда, друга Танкредова жена. Руђер је у Јужну Италију стигао 1057. године са својим братом Робертом Гвискаром. Заједно са братом учествовао је у освајању готово читаве Калабрије (сем Регија). Уговором из 1062. године браћа су поделила освојене територије по пола. Сицилијом је у то време управљао муслимански емир, а становништво су углавном чинили византијски хришћани. Муслимански емири владали су независно од султана у Тунису. Маја 1061. године Руђер и Роберт прелазе Месински мореуз и освајају Месину. Након заузећа Палерма (јануар 1072) Роберт Гвискар је као сизерен поверио своме брату Сицилију. Руђер је постао први владар грофовије Сицилије. Марта 1086. године предала се и Сиракуза. До 1091. године освајање Сицилије је завршено.

## Грађански рат након Гвискарове смрти
Године 1085. умро је Роберт Гвискар. Избио је сукоб између његових синова, Руђера Борсе и Боемунда Тарентског. Руђер Сицилијански стао је на страну Борсе против Боемунда, Ланда IV од Капуе и других побуњеника. Борса је своме стрицу за узврат поклонио неколико двораца у Калабрији. Сукоб између Боемунда и Руђера Борсе решен је 1088. године формирањем Кнежевине Тарент којом је управљао Боемунд.

## Освајање Малте
Године 1091. Руђер је покренуо флоту за освајање Малте. Тиме је желео спречити муслиманске нападе из северне Африке. Малобројни браниоци повукли су се пред норманским освајачима. Већ сутрадан након искрцавања на Малту, Нормани освајају престоницу Мдину. Са муслиманским кадијом склопио је мир. Хришћански заробљеници су ослобођени.

## Владавина
Гроф је постао и господар сицилијанске цркве. Руђер је био миљеник папе који га хе прогласио нунцијем 1098. године. Руђер је основао нове хришћанске бискупије у Сиракузи, Агригенту и у другим градовима. Бискупе је постављао лично док је надбискупе Палерма постављао папа. Практиковао је толеранциу према Арабљанима и православним Грцима. Чак је финансирао изградњу преко дванаест грчких манастира у области Вал Демоне. Муслимани који су пристали на услове предаје сачували су своје џамије. Умро је 1101. године. Наследио га је син Симон Сицилијански. Пошто је Симон био малолетан, регентску функцију преузела је трећа Руђерова супруга, Аделаида.

## Породично стабло
|  |                         |  |  |  |  |  |  |  |  |  |  |  |  |  |  |  |
|  | 2. Танкред од Отвила    |  |  |  |  |  |  |  |  |  |  |  |  |  |  |  |
|  |                         |  |  |  |  |  |  |  |  |  |  |  |  |  |  |  |
|  |                         |  |  |  |  |  |  |  |  |  |  |  |  |  |  |  |
|  | 1. Руђер I Сицилијански |  |  |  |  |  |  |  |  |  |  |  |  |  |  |  |
|  |                         |  |  |  |  |  |  |  |  |  |  |  |  |  |  |  |
|  |                         |  |  |  |  |  |  |  |  |  |  |  |  |  |  |  |
|  | 3. Фредисенда           |  |  |  |  |  |  |  |  |  |  |  |  |  |  |  |
|  |                         |  |  |  |  |  |  |  |  |  |  |  |  |  |  |  |
|  |                         |  |  |  |  |  |  |  |  |  |  |  |  |  |  |  |